# Paulianostes acromialis
Paulianostes acromialis är en skalbaggsart som beskrevs av Francis Polkinghorne Pascoe 1860. Paulianostes acromialis ingår i släktet Paulianostes och familjen Hybosoridae. Inga underarter finns listade i Catalogue of Life.